# Kakar (distrikt)
Kakar är ett distrikt i Afghanistan. Det ligger i provinsen Zabol, i den centrala delen av landet, 260 kilometer sydväst om huvudstaden Kabul.
Distriktet beräknades år 2022 ha cirka 28 000 invånare.